# Cave-In-Rock
Cave-In-Rock est un village du comté de Hardin, dans l'Illinois, aux États-Unis. L'endroit est déjà cité en 1729, sous le nom Caverne dans Le Roc.
Le village s'appelait initialement Rock and Cave et avait un bureau postal, sous ce nom. Le 24 octobre 1849 il est rebaptisé, officiellement, Cave-In-Rock, en référence aux grottes situées en bordure de la rivière Ohio. Il est incorporé en 1901. Lors du recensement de 2010, le village comptait une population de 318 habitants.

## Source de la traduction
- (en) Cet article est partiellement ou en totalité issu de l’article de Wikipédia en anglais intitulé « Cave-In-Rock, Illinois » (voir la liste des auteurs).